# Державний лад Північної Македонії
Політичний устрій Північної Македонії заснований на принципі парламентської представницької демократичної республіки, в якій прем'єр-міністр є главою уряду і багатопартійної системи. Виконавча влада здійснюється урядом. Законодавча влада належить як уряду, так і парламенту. Судова влада незалежна від виконавчої та законодавчої влади. У 2016 році Economist Intelligence Unit охарактеризував Північну Македонію як «гібридний режим».

## Політична система
Політична система Північної Македонії складається із трьох гілок: законодавчої, виконавчої та судової. Конституція є найвищим законом країни. Політичні інститути формуються з волі громадян шляхом таємного голосування на прямих і загальних виборах. Її політична система парламентської демократії заснована на Конституції 1991 року, яка встановлює основні принципи демократії і гарантує демократичну громадянську свободу. Вибори депутатів у Збори Північної Македонії відбуваються у жовтні. Збори складаються із 123 депутатів, які обираються строком на чотири роки. З цього числа 120 депутатів обираються за пропорційною системою у 6 виборчих округах по 20 депутатів у кожному і 3 за мажоритарною, зазвичай від діаспори (залежно від явки) (територія Північної Македонії представляє один виборчий округ). Всього зареєстровано близько 1,5 мільйона виборців у загальному виборчому списку на 2973 виборчих дільницях для обрання депутатів Зборів Північної Македонії. Голосування за депутатів відбуваються за системою списків.

### Президенти
- Киро Глигоров (1991—1999)
- Борис Трайковський (1999—2004)
- Бранко Црвенковський (2004—2009)
- Джорге Іванов (2009—2019)

## Виконавча влада
| Посада          | Ім'я          | Партія     | З              |
| --------------- | ------------- | ---------- | -------------- |
| Президент       | Джорге Іванов | ВМРО-ДПМНЄ | 12 травня 2009 |
| Прем'єр-міністр | Зоран Заєв    | СДСМ       | 31 травня 2017 |

### Президент

Герб Президента Північної Македонії

- не може займати інші державні чи партійні посади
- обирається строком на 5 років з правом переобратися на другий термін
- є головнокомандувачем збройними силами і очолює Раду безпеки
- висуває кандидата на пост прем'єр-міністра від партії чи партії більшості, що згодом пропонує уряд, який обирається Зборами
- здійснює дипломатичні призначення, а також деякі призначення суддів і членів Ради Безпеки
- вручає нагороди та здійснює помилування[4]

### Уряд
Повноваження президента досить обмежені, оскільки всі інші виконавчі повноваження покладені згідно з Конституцією на уряд, тобто на прем'єр-міністра та міністрів.
Міністри:
- не можуть бути депутатами Зборів
- не можуть займати інші державні посади чи посади, пов'язані з їхньою професією
- обираються більшістю голосів у Зборах
- наділяються імунітетом
- не можуть бути призвані на службу у Збройних Силах
- подають на розгляд Зборів проекти законів, бюджету та постанов
- контролюють дипломатичну політику
- здійснюють інші державні призначення[4]

## Законодавча влада
Парламентом Македонії є Збори Північної Македонії. Обирається на чотири роки у складі від 120 до 150 депутатів. За весь час державної незалежності у Зібранні не було більше 120 депутатів.

## Судова влада
Судова влада в країні представлена через суди. На чолі судової системи знаходяться Вищий суд, Конституційний суд і Республіканська судова рада. Остання займається обранням суддів на їх посади.

## Адміністративний поділ
Після виборів 2005 року, разом з прийняттям нової Конституції, край поділений на 78 громад (община). Столиця Скоп'є є групою з 10 громад, об'єднаних загальною назвою «Місто Скоп'є».